# Johann Kaspar Horner

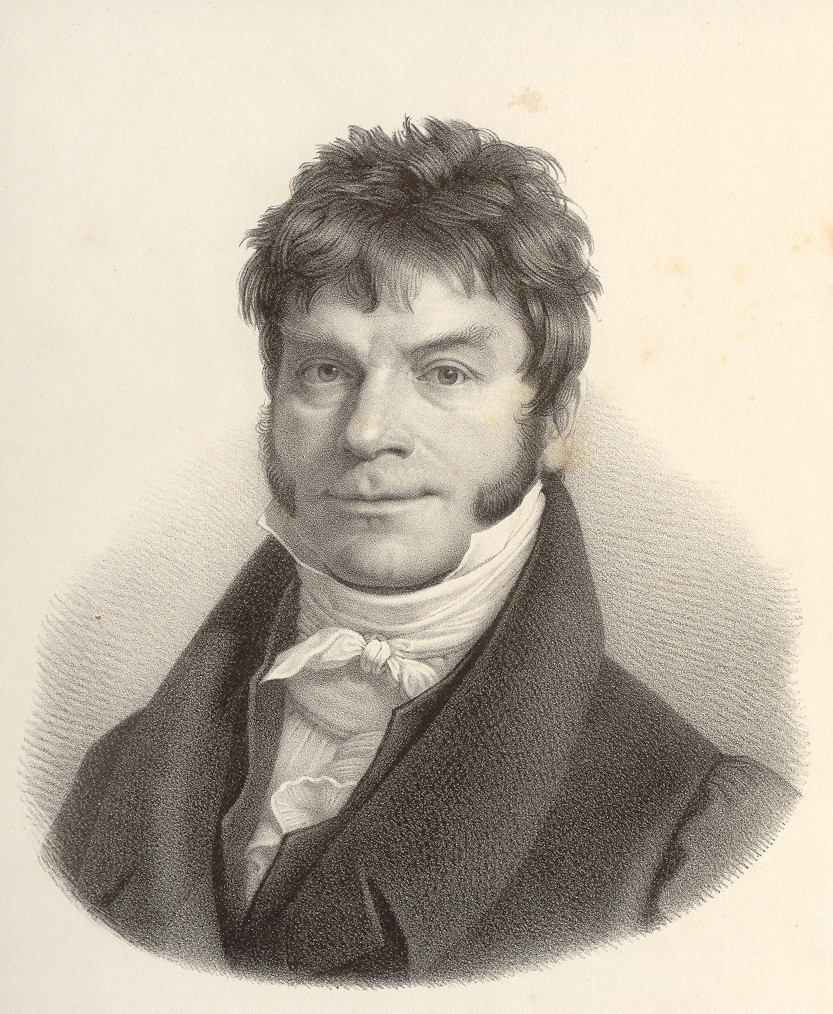
Johann Kaspar Horner

Johann Kaspar Horner (* 21. März 1774 in Zürich; † 3. November 1834 in Zürich) war ein Schweizer Astronom und Mathematiker.
Horner war 1798/99 Adjunkt Franz Xaver von Zachs an der Seeberg-Sternwarte in Gotha.
Dort nahm er als Sekretär des ersten europäischen Astronomenkongresses an der Tagung teil.
Anschließend war er in Hamburg bei der Stromvermessungsbehörde angestellt, wo er Johann Georg Repsold zum Bau astronomischer Instrumente anregte.
Auf Zachs Empfehlung nahm er von 1803 bis 1806 als Astronom an der Weltumseglung des Kapitäns Adam Johann von Krusenstern teil. 1808 wurde er zum korrespondierenden Mitglied der Akademie der Wissenschaften in Sankt Petersburg gewählt.
Von 1809 bis 1829 war er Professor für Mathematik am Gymnasium zu Zürich. 1806 wurde er zum korrespondierenden Mitglied der Göttinger Akademie der Wissenschaften gewählt. Von 1829 bis 1831 war er Mitglied des Kleinen Rates des Kantons Zürich.